# 6374-es busz
A 6374-es jelzésű autóbusz helyközi autóbuszjárat volt Keszthely és Siófok között. Szeptember 25-től május 14-ig naponta közlekedett. Útvonalának hossza 80,7 km, menetideje Keszthely felé 1 óra 39 perc (99 perc), Siófok felé 1 óra 40 perc (100 perc) volt.
A 2024. augusztus 17-ei menetrend módosításokkal a Volánbusz Zrt. megszüntette az autóbuszvonalat.

## Megállóhelyei
| 0  | Keszthely, autóbusz-állomás                          | 37 | 1, 2, 3, 5, C5 1189, 1190, 1193, 1194, 1212, 1499, 1569, 1625, 1631, 1636, 1658, 1665, 1666, 1673, 1714, 1724, 1725, 1732, 1735, 1736, 1794, 1806, 1808, 1842 5974, 5976, 6103, 6162, 6192, 6216, 6218, 6230, 6231, 6237, 6306, 6307, 6308, 6310, 6316, 6350, 6355, 6360, 6361, 6363, 6364, 6370, 6373, 6375, 6384, 6386, 6387, 6390, 6391, 6395, 6396, 6398, 6415, 7357, 7721, 7722 S34, személyvonat, Fenyves sebesvonat, Lesence sebesvonat, Tanúhegy sebesvonat, Déli<-parti sebesvonat, Déli<-parti InterRégió, Déli->parti InterRégió, Helikon InterRégió, Balaton InterCity |
| 1  | Keszthely, Kollégium                                 | 36 | 3 1193, 1194, 1499, 1569, 1665, 1673, 1842 5974, 5976, 6103, 6162, 6192, 6373 |
| 2  | Balatonszentgyörgy, Berzsenyi utca 57.               | 35 | 1187, 1193, 1194, 1499, 1569, 1578, 1842 6043, 6103, 6162, 6166, 6192, 6193 |
| 3  | Balatonberény, Művelődési Otthon                     | 34 | 6103, 6162, 6166 |
| 4  | Balatonberény, vasútállomás                          | 33 | 1578, 1665 5976, 6043, 6103, 6162, 6163, 6166 S34, S35, személyvonat, Fenyves sebesvonat, Déli<-parti sebesvonat, InterRégió, Déli<-parti InterRégió, Déli->parti InterRégió, Helikon InterRégió, Balaton InterCity, Aranyhíd expresszvonat |
| 5  | Balatonmáriafürdő, vasútállomás                      | 32 | 1569, 1578, 1673 5905, 5976, 5986, 6042, 6043, 6103, 6160, 6162, 6163, 6166 S34, S35, személyvonat, Fenyves sebesvonat, Déli<-parti sebesvonat, InterRégió, Déli<-parti InterRégió, Déli->parti InterRégió, Helikon InterRégió, Balaton InterCity, Tópart InterCity, Agram-Tópart nemzetközi InterCity, Aranyhíd expresszvonat |
| 6  | Balatonkeresztúr, temető                             | 31 | 1578 5905, 6042, 6043 |
| 7  | Balatonkeresztúr, Aradi utca                         | 30 | 1578 5905, 6042, 6043 |
| 8  | Balatonmáriafürdő, Bükkfa utca                       | 29 | 1578 5905, 6042, 6043 |
| 9  | Balatonmáriafürdő, Cserfa utca                       | 28 | 1578 5905, 6042, 6043 |
| 10 | Balatonmáriafürdő, Faluház utca                      | 27 | 1578 5905, 6042, 6043 |
| 11 | Balatonfenyves, Révész utca                          | 26 | 1578 5905, 6042, 6043 |
| 12 | Balatonfenyves, alsó                                 | 25 | 1578 5905, 6042, 6043 |
| 13 | Balatonfenyves, Pajtás utca                          | 24 | 1578 5905, 6042, 6043 |
| 14 | Balatonfenyves, vasútállomás                         | 23 | 1499, 1578, 1665, 1673, 1842 5905, 6042, 6043 S34, S35, személyvonat, Fenyves sebesvonat, Déli<-parti sebesvonat, InterRégió, Déli<-parti InterRégió, Déli->parti InterRégió, Helikon InterRégió, Balaton InterCity, Tópart InterCity, Agram-Tópart nemzetközi InterCity, Balatonfenyvesi Gazdasági Vasút |
| 15 | Fonyód (Alsóbélatelep), vasúti megállóhely           | 22 | 1 1499, 1578, 1665, 1673, 1842 5905, 6042, 6043 S34, S35, személyvonat, Fenyves sebesvonat, Déli<-parti sebesvonat, InterRégió, Déli<-parti InterRégió, Déli->parti InterRégió, Helikon InterRégió |
| 16 | Fonyód (Bélatelep), Forduló                          | 21 | 1 1499, 1578, 1665, 1842 5905, 6042, 6043 |
| 17 | Fonyód, Vasútállomás                                 | 20 | 1, 2 1499, 1578, 1665, 1673, 1842 5905, 5987, 5988, 6040, 6042, 6043, 6071, 6195, 6196 S30, S34, S35, személyvonat, Fenyves sebesvonat, Déli<-parti sebesvonat, InterRégió, Déli<-parti InterRégió, Déli->parti InterRégió, Helikon InterRégió, Esti Csók InterRégió, Vitorlás InterRégió, Jégmadár expresszvonat, Aranypart expresszvonat, Ezüstpart expresszvonat, Aranyhíd expresszvonat, Balaton InterCity, Tópart InterCity, Agram-Tópart nemzetközi InterCity, Adria nemzetközi InterCity |
| 18 | Fonyód (Fonyódliget), Vasúti megállóhely bejárati út | 19 | 1499, 1578, 1665, 1673, 1842 5905, 5988, 6040, 6042, 6043, 6071, 6195 S30, S34, S35, személyvonat, Déli<-parti sebesvonat, InterRégió, Déli<-parti InterRégió, Déli->parti InterRégió, Vitorlás InterRégió, Jégmadár expresszvonat, Aranypart expresszvonat, Ezüstpart expresszvonat |
| 19 | Ordacsehi elágazás                                   | 18 | 1499, 1578, 1665, 1842 5905, 5988, 6040, 6042, 6043, 6071, 6195 |
| 20 | Balatonboglár, Vasútállomás                          | 17 | 1499, 1578, 1665, 1673, 1842 5905, 5988, 6040, 6042, 6043, 6071, 6175, 6176, 6195 S30, S34, S35, személyvonat, Déli<-parti sebesvonat, InterRégió, Déli<-parti InterRégió, Déli->parti InterRégió, Esti Csók InterRégió, Vitorlás InterRégió, Jégmadár expresszvonat, Aranypart expresszvonat, Ezüstpart expresszvonat, Aranyhíd expresszvonat, Balaton InterCity, Tópart InterCity, Agram-Tópart nemzetközi InterCity |
| 21 | Balatonboglár, Platán sor                            | 16 | 1499, 1578, 1665, 1842 5905, 6040, 6042, 6043, 6071, 6195 |
| 22 | Balatonboglár, Orvosi rendelő                        | 15 | 1499, 1578, 1665, 1673, 1842 5905, 6040, 6042, 6043, 6071, 6195 |
| 23 | Balatonlelle, Vasúti megállóhely                     | 14 | 1177, 1499, 1578, 1592, 1665, 1673, 1742, 1842 5905, 5906, 6040, 6041, 6042, 6043, 6071, 6101, 6195 S30, S34, S35, személyvonat, Déli<-parti sebesvonat, InterRégió, Déli<-parti InterRégió, Déli->parti InterRégió, Napfürdő InterRégió, Esti Csók InterRégió, Vitorlás InterRégió, Jégmadár expresszvonat, Aranypart expresszvonat, Ezüstpart expresszvonat, Aranyhíd expresszvonat, Balaton InterCity, Tópart InterCity, Agram-Tópart nemzetközi InterCity |
| 24 | Balatonlelle, Becsali köz                            | 13 | 1499, 1592, 1742, 1842 5906, 6040, 6041, 6042, 6043, 6101 |
| 25 | Balatonszemes, Községháza                            | 12 | 1177, 1499, 1592, 1742, 1842 5906, 6040, 6041, 6042, 6043, 6101 |
| 26 | Balatonőszöd, 7. sz. út                              | 11 | 1177, 1499, 1592, 1742, 1842 5906, 6040, 6041, 6042, 6043, 6101 |
| 27 | Balatonszárszó, Községháza                           | 10 | 1177, 1499, 1592, 1742, 1842 5906, 6038, 6040, 6041, 6042, 6043, 6051, 6101 |
| 28 | Balatonföldvár, Központi Autóbusz-váróterem          | 9  | 1174, 1177, 1499, 1592, 1593, 1742, 1842 5906, 5916, 6030, 6035, 6038, 6040, 6041, 6042, 6043, 6051, 6072, 6101 |
| 29 | Balatonföldvár, Mátyás király utca                   | 8  | 1174, 1499, 1528, 1592, 1593, 1742, 1842 5906, 5916, 6030, 6035, 6038, 6040, 6041, 6042, 6043, 6051 |
| 30 | Balatonföldvár, szántódi elágazás                    | 7  | 1174, 1177, 1499, 1592, 1593, 1742, 1842 5906, 5916, 6030, 6035, 6038, 6040, 6041, 6042, 6043, 6051, 6101 |
| 31 | Zamárdi, vasúti megállóhely                          | 6  | 1174, 1177, 1499, 1592, 1593, 1742, 1842 5906, 5916, 6016, 6035, 6038, 6040, 6041, 6042, 6043, 6051, 6053, 6101 S30, S34, S35, személyvonat, Déli<-parti sebesvonat, InterRégió, Déli<-parti InterRégió, Déli->parti InterRégió, Napfürdő InterRégió, Esti Csók InterRégió, Vitorlás InterRégió, Jégmadár expresszvonat, Aranypart expresszvonat, Ezüstpart expresszvonat, Aranyhíd expresszvonat, Balaton InterCity, Tópart InterCity, Agram-Tópart nemzetközi InterCity, Adria nemzetközi InterCity |
| 32 | Zamárdi, felső vasútállomás                          | 5  | 1174, 1593 5906, 5916, 6016, 6030, 6035, 6038, 6040, 6041, 6042, 6043, 6051, 6053 S30, S34, S35, személyvonat, Déli<-parti sebesvonat, InterRégió, Déli<-parti InterRégió, Déli->parti InterRégió, Vitorlás InterRégió, Jégmadár expresszvonat |
| 33 | Siófok (Balatonszéplak), alsó vasúti megállóhely     | 4  | 1, 14 1174, 1593 5906, 5916, 6016, 6035, 6038, 6040, 6041, 6042, 6043, 6051, 6053 S30, S34, S35, személyvonat, Déli<-parti sebesvonat, InterRégió, Déli<-parti InterRégió, Déli->parti InterRégió, Vitorlás InterRégió, Jégmadár expresszvonat, Aranypart expresszvonat |
| 34 | Siófok (Balatonszéplak), felső vasúti megállóhely    | 3  | 6 1174, 1593 5906, 5916, 6016, 6035, 6038, 6040, 6041, 6042, 6043, 6051, 6053 S30, S34, S35, személyvonat, Déli<-parti sebesvonat, InterRégió, Déli<-parti InterRégió, Déli->parti InterRégió, Vitorlás InterRégió, Jégmadár expresszvonat, Aranypart expresszvonat, Ezüstpart expresszvonat |
| 35 | Siófok, Kórház                                       | 2  | 6, 7, 14, 18, 24 1174, 1592, 1593, 1742 5906, 5916, 6016, 6035, 6038, 6040, 6041, 6042, 6043, 6051, 6053, 6101 |
| 36 | Siófok, Városháza                                    | 1  | 4, 6, 7, 14, 18, 24, N2 1174, 1593 5439, 5578, 5906, 5916, 5917, 6010, 6011, 6015, 6016, 6018, 6035, 6038, 6040, 6041, 6042, 6043, 6051, 6053, 6101, 8274 |
| 37 | Siófok, autóbusz-állomás végállomás                  | 0  | 1, 2, 3, 4, 5, 6, 7, 8, 14, 18, 24, N2 1172, 1174, 1177, 1499, 1563, 1564, 1592, 1593, 1740, 1742, 1842 5439, 5458, 5578, 5608, 5906, 5916, 5917, 6008, 6010, 6011, 6015, 6016, 6018, 6030, 6035, 6038, 6040, 6041, 6042, 6043, 6051, 6053, 6101, 7324, 7325, 8274, 8325, 8326 S30, S34, S35, személyvonat, sebesvonat, Déli<-parti sebesvonat, InterRégió, Déli<-parti InterRégió, Déli->parti InterRégió, Napfürdő InterRégió, Esti Csók InterRégió, Vitorlás InterRégió, Panoráma expresszvonat, Jégmadár expresszvonat, Aranypart expresszvonat, Ezüstpart expresszvonat, Aranyhíd expresszvonat, Balaton InterCity, Tópart InterCity, Agram-Tópart nemzetközi InterCity, Adria nemzetközi InterCity |